# Рюгор, Миккель
Миккель Рюгор Йенсен (дат. Mikkel Rygaard Jensen; род. 25 декабря 1990, Нюкёбинг) — датский футболист, полузащитник клуба «Хеккен».

## Клубная карьера
Является воспитанником «Нюкёбинга», откуда в 2005 году перешёл в «Херфёльге». В мае 2007 года отправился на просмотр в английский «Чарльтон Атлетик», с которым в итоге подписал контракт на два года, присоединившись к молодёжной команде. В январе 2009 года вернулся в «Херфёльге». Затем выступал за «ХБ Кёге», «Б. 1921» и «Лолланд Фальстер» в первом и втором дивизионах.
Рюгор перешёл в «Нествед» летом 2012 года. Он был награждён премией «Игрок года 2-го дивизиона» в 2014 году за свои выступления. Он играл за клуб три с половиной года, сыграв 115 матчей, в которых забил 38 голов.
26 января 2016 года перешёл в «Люнгбю». В первый же сезон с клубом стал победителем первого дивизиона и вышел в Суперлигу. 16 июля того же года дебютировал в чемпионате Дании в игре первого тура с «Копенгагеном». Рюгор вышел на поле на 58-й минуте, но уже спустя пять минут был заменён обратно. По итогам сезона клуб занял третье место, в результате чего попал в Лигу Европы. 29 июня 2017 года Миккель дебютировал в еврокубках в матче первого квалификационного раунда с валлийским «Бангор Сити».
12 февраля 2018 года перешёл в «Норшелланн», заключив с клубом соглашение на три с половиной года. Первую игру за новый клуб провёл 16 февраля против «Оденсе». Рюгор вышел в стартовом составе и на 25-й минуте забил гол, который впоследствии оказался победным. По итогам сезона вместе с клубом снова занял третье место и попал в еврокубки на будущий сезон. 25 декабря 2020 года подписал контракт с польским «Лодзем». Провёл в клубе год, приняв участие за это время в 29 играх в Первой лиге и трёх в кубке, в которых забил два мяча.
30 декабря 2021 года перешёл в «Хеккен», подписав с клубом двухлетний контракт. 20 февраля 2022 года впервые сыграл за команду в матче группового этапа кубка страны с «Юттерхогдалем». В чемпионате Швеции дебютировал 2 апреля в игре с АИК.

## Достижения
«Люнгбю»
- Победитель Первого дивизиона: 2015/16
- Третье место чемпионата Дании: 2016/17

«Норшелланн»
- Третье место чемпионата Дании: 2017/18

«Хеккен»
- Чемпион Швеции: 2022
- Обладатель Кубка Швеции: 2022/23

## Клубная статистика
| Выступление      | Выступление      | Выступление      | Лига | Лига | Кубки | Кубки | Конт. кубки | Конт. кубки | Итого | Итого |
| Клуб             | Лига             | Сезон            | Игры | Голы | Игры  | Голы  | Игры        | Голы        | Игры  | Голы  |
| ---------------- | ---------------- | ---------------- | ---- | ---- | ----- | ----- | ----------- | ----------- | ----- | ----- |
| Люнгбю           | 1-й дивизион     | 2015/16          | 12   | 3    | 0     | 0     | 0           | 0           | 12    | 3     |
| Люнгбю           | Суперлига        | 2016/17          | 34   | 5    | 0     | 0     | 0           | 0           | 34    | 5     |
| Люнгбю           | Суперлига        | 2017/18          | 15   | 2    | 1     | 0     | 6           | 2           | 22    | 4     |
| Люнгбю           | Итого            | Итого            | 61   | 10   | 1     | 0     | 6           | 2           | 68    | 12    |
| Норшелланн       | Суперлига        | 2017/18          | 16   | 2    | 0     | 0     | 0           | 0           | 16    | 2     |
| Норшелланн       | Суперлига        | 2018/19          | 27   | 2    | 1     | 0     | 6           | 0           | 34    | 2     |
| Норшелланн       | Суперлига        | 2019/20          | 30   | 5    | 1     | 0     | 0           | 0           | 31    | 5     |
| Норшелланн       | Суперлига        | 2020/21          | 13   | 3    | 1     | 1     | 0           | 0           | 14    | 4     |
| Норшелланн       | Итого            | Итого            | 86   | 12   | 3     | 1     | 6           | 0           | 95    | 13    |
| ЛКС              | Первая лига      | 2020/21          | 17   | 1    | 1     | 0     | 0           | 0           | 18    | 1     |
| ЛКС              | Первая лига      | 2021/22          | 12   | 1    | 2     | 0     | 0           | 0           | 14    | 1     |
| ЛКС              | Итого            | Итого            | 29   | 2    | 3     | 0     | 0           | 0           | 32    | 2     |
| Хеккен           | Алльсвенскан     | 2022             | 16   | 4    | 3     | 0     | 0           | 0           | 19    | 4     |
| Хеккен           | Итого            | Итого            | 16   | 4    | 3     | 0     | 0           | 0           | 19    | 4     |
| Всего за карьеру | Всего за карьеру | Всего за карьеру | 231  | 12   | 10    | 1     | 12          | 2           | 253   | 15    |